# 美人画

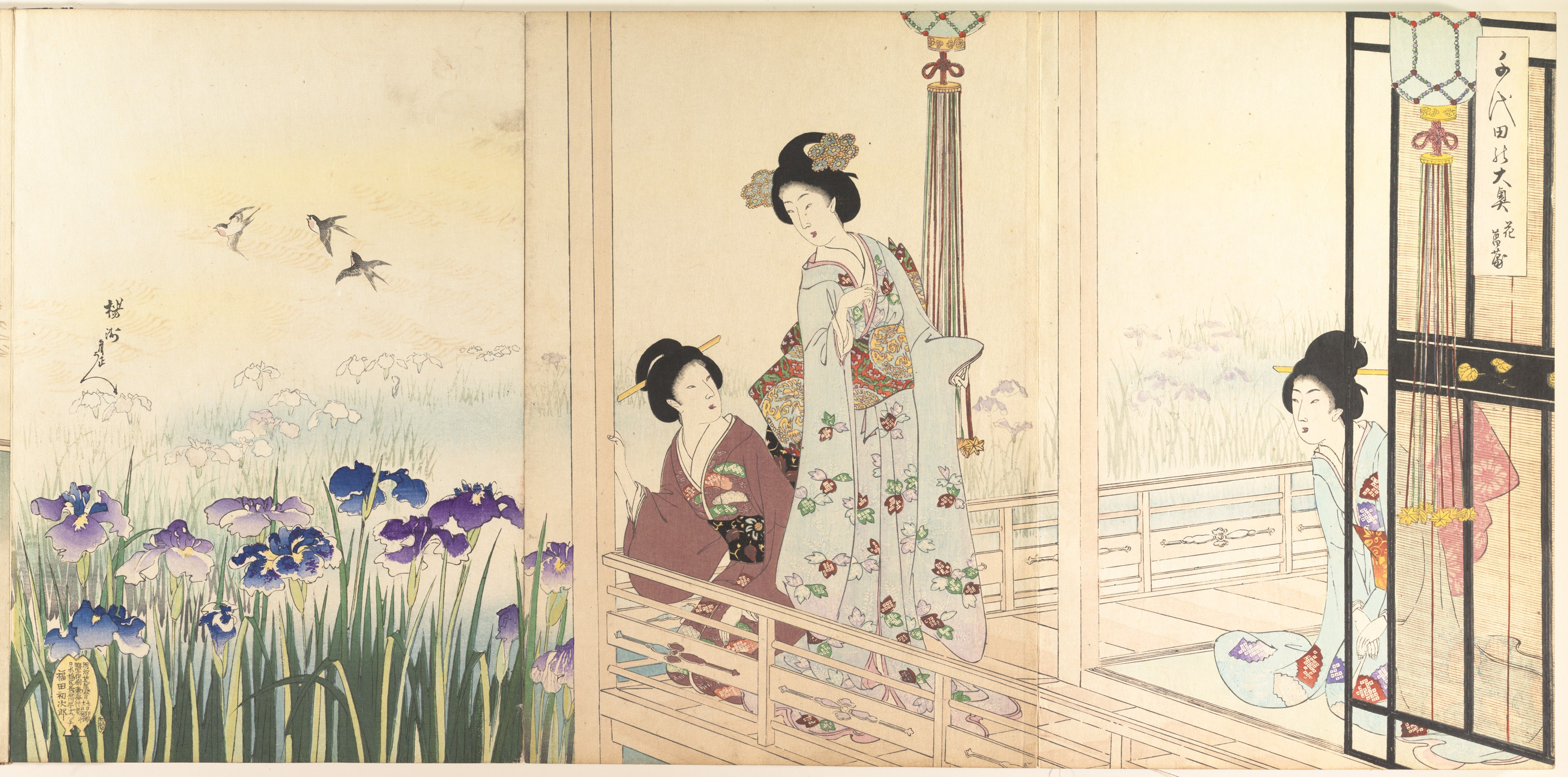
「 千代田之大奥 花菖蒲 3枚続揃 」【1896年（明治29年） 楊洲周延 浮世絵より】

美人画（びじんが）は、一般に女性の容姿や内面の美しさ、いわゆる女性美をモチーフにした絵画のことを指す。このような人物画は古今東西にあるが、美人画という用語は日本発祥の呼び方で、主に東洋画を指す。多くは江戸時代の浮世絵の流れを汲んでいるが、洋画であっても同じ主題のものであれば美人画と呼ぶ。

## 概要
美人画とは単に美しい女性をモチーフにした絵画だという概念に囚われがちだが、『広辞苑』では「女性の美しさを強調し」という抽象的表現で規定されており、『新潮世界美術辞典』（新潮社、1985年、ISBN 4107302067）では「女性の容姿の美しさ」と、『現代日本美人画全集 名作選I』（関千代 著、集英社、1979年）では「女性の中にある美」を探究しモチーフとしたものと定めてあり、必ずしも美人を描いたものという定義だけでその本質を表現できるものではない。実際、浮世絵の美人画は様式化されたもので美しい女性をリアルに描いたものではない。
美人画という用語は、1940年代から1950年代の頃に文部省美術展覧会で醸成され形作られた言葉である。それ以前は、女性をモチーフとした例えば浮世絵に見られる諸作品は「美人絵（びじんえ）」や「女絵（おんなえ）」として分類されていたが、特に後者の呼称では源氏物語絵巻にあるような引目鉤鼻の記号的な女性図をも含んでいた。明治末期頃は、新しい女性像を提案する画家（上村松園、鏑木清方、池田蕉園、北野恒富など）の台頭や、過去の封建的な女性に対する社会的認知が変化を見せ始めたことが美人画という新しい分類が生まれた一要因とみなされる。
この美人画の分類は、明治以前の絵画まで遡って対象とされた。その代表的なものとして日本の浮世絵と中国の「仕女図（士女図‐しじょず）」などが再発見された。しかしながら、美しい女性を描いた洋画は数多いが、そのテーマはほとんどの場合神話や伝説、歴史、宗教などを主題に据えており（19世紀以降の洋画はそうではないものも多いが）、日本の美人画とは必ずしも同一視しがたい。
その一方で、美人画に描かれる対象は必ずしも女性に限らないとの考えもある。衆道における若衆や、歌舞伎の女形を描いた浮世絵も美人画のうちに含める場合がある。

## 日本の美人画

### 浮世絵の美人画
女性美をモチーフとした絵画は、さまざまな文化に見られる。古例では正倉院の「鳥毛立女屏風」を挙げることが出来る。時代は飛び室町末期に生まれた近世初期風俗画では、多様なモチーフの中で女性の姿も見受けられるが、時代が下り主題の整理が進む中、女性その物をテーマにした「寛文美人図」のような作品が現れる。これが浮世絵にも流れ込み、ごく初期では菱川師宣の肉筆美人画「見返り美人図」がある。その後、錦絵の確立とともに、華奢で少女のようなあどけなさを持つ女性を多く描いた鈴木春信の美人画が流行した。天明期には鳥居清長の八頭身で手足が長く描かれた美人が好評を博す。寛政年間には喜多川歌麿が、より肉感的に美人を描き、大首絵などで一世を風靡した。文化・文政期以降になると渓斎英泉や歌川国貞などが描くような嗜虐趣味や屈折した情念を表すような退廃的な美人画が広まる。これらは江戸での動きだが、京都でも源琦や山口素絢ら円山派を中心に、京阪の富裕な商人層に向けて盛んに美人画が描かれた。19世紀初期には祇園井特や三畠上龍のように独特なアクの強い表現の絵師も現れる。
浮世絵の女性の描き方には独特の傾向がある。時代や絵師によってもかわってくるが、小さい、あるいは切れ長の細い目、細面や下膨れした顔といった女性像が特色である。このような女性の顔は、古くから日本人の理想とされていた。ポルトガル出身の宣教師ルイス・フロイスも『日本覚書』に「ヨーロッパ人は、大きい眼を美しいとみなす。日本人は、それをぞっとするようなものとみなし、涙の出る部分が閉ざされているのを美しいとする」と記している。ロングセラーを誇る江戸時代の化粧指南書、『都風俗化粧伝』においても「目の大なるをほそく見する伝」という項が存在する。平安時代からの伝統である引目鉤鼻の描き方に則って鼻は鉤鼻であるものの、目は平安時代以来の単なる細い線ではなく、細いながらはっきりとした吊り目になっていて、当時の美人の基準が細い目・つり目であったと考えられる。
浮世絵の美人画では、モデルとなった人物の顔立ちに似ているかどうかは重要視されなかった。同じ版画のモデル名の部分だけを変えて売られることも平然と行われていたし、見分けの付かない女性が同じ画面に複数登場しても問題とはされなかった。美人画を見る人々にとっては表情の機微や個々の差違よりも、モデルとなった美女がどの浮世絵師の「型」で表されるかという事の方が重要だったためである。評判を取った型は他の浮世絵師にそっくり模倣され、歌麿美人・国貞美人・春信美人といった時代を代表する理想の容姿を表す型が作られていった。
このように浮世絵の美人画は、吉原の遊女や町の看板娘など当世の美人が理想化されているが、江戸から明治の浮世絵美人画の発展の経緯を俯瞰すると、時代が進むのに応じて彫・摺の精度や色材の鮮やかさが高まっていく、浮世絵版画全般に共通する「技術的進化」が顕著に反映されていること、さらにそれぞれの時期の美人画を代表する絵師達が、その時代に生きる実在の美人の姿を最大限に描き出そうとして、個々の表現に工夫と独創を凝らしていく「リアリティの追求」による表現様式の進化を辿っている側面があると指摘されている。

### 明治・大正期の美人画
明治時代になっても、浮世絵の伝統を引き継ぐ錦絵では幕末からの様式を引き継ぐ美人画がしばらく刷られていた。錦絵に描かれた細くやや吊り上がった狐目や瓜実顔を美人画の代表とする感覚は続いていたが、西洋化の流れから、切れ長の一重瞼から睫毛の長い大きな目と瞳の女性が好まれるようにもなっていった。大正時代は、竹久夢二が「夢二式美人」と呼ばれる浮世絵風の様式と大正浪漫を融合させた、愁いを帯びた大きな瞳の美人像で一世を風靡した。

#### 日本画の中の美人画
東京の鏑木清方と京都の上村松園がこの分野での地位を確立し、「西の松園、東の清方」と称された。また伊東深水も、この分野で名を成した。

### 美人画と広告
明治後期から大正にかけて、美人画が企業の広告ポスターとして印刷され出回るようになる。百貨店・客船・鉄道・石鹸・ビールなど、当時の世相・風俗を今に伝える媒体としても興味深い。

### 現代の美人画
現代ではかつてないくらい美女（美少女）を描いた様式化された絵が氾濫しているが、多くは浮世絵や日本画の美人画の様式とは隔絶している。その中でも浮世絵以来の美人画の様式を引き継いでいる人気イラストレーターとして、林静一、中村佑介らがあげられる。
鏑木清方・上村松園・伊東深水・北野恒富の没後、日本画における美人画の人気は急速に衰えたが、平成末期の池永康晟の登場により現代美人画ブームが再燃した。